# Redoute de la Tête-d'Or
Pour les articles homonymes, voir Tête d'or.
La redoute de la Tête-d'Or est un ouvrage de fortification construit en 1832 et disparu en 1884. Il faisait partie de la première ceinture de Lyon.

## Histoire
Cette redoute est construite en 1832, en extrémité nord de la rue Tête-d'Or. L'emprise du bâtiment en forme de trapèze (comme un cavalier) empiète sur l'actuel parc de la Tête-d'Or, en projet à cette époque.

## Aujourd'hui
L'ouvrage n'existe plus et a été remplacé vers 1884 par :
- la bande sud du parc de la Tête-d'Or ;
- le musée Guimet ;
- le boulevard des Belges.